# Indische maraboe
De Indische maraboe (Leptoptilos dubius) is een vogel uit de familie der ooievaars. De soort was ooit wijdverspreid in Zuid-Azië, maar broedt nu nog slechts in Assam (India) en Cambodja. Door de kleine populatie wordt de soort ernstig in zijn voortbestaan bedreigd.

## Kenmerken
De Indische maraboe is een grote vogel met een hoogte van 145 tot 150 cm en een gemiddelde spanwijdte van 250 cm. De wigvormige snavel, die een lengte van meer dan 30 cm heeft, is lichtgrijs met een donkerdere punt. Volwassen vogels hebben donkere vleugels met lichtgrijze secundaire dekveren, terwijl de onderkant van het lichaam witachtig is. De nek is kaal en heeft een geel-rode kleur. Eromheen loopt een witte kraag. De soort lijkt op de Javaanse maraboe, maar die laatste is kleiner en heeft zwarte secundaire dekveren.

## Verspreiding
Voor de twintigste eeuw kwam de Indische maraboe in grote delen van Zuid-Azië voor. In de negentiende eeuw kwam de vogel bijvoorbeeld in groten getale voor in Calcutta. Tegenwoordig zijn nog slechts drie plekken bekend waar de vogel nestelt, één in Assam en twee in Cambodja (één daarvan bij het Tonlé Sapmeer). Mogelijkerwijs bevinden zich in Myanmar ook nog broedplaatsen, maar bewijs daarvoor ontbreekt. Buiten het broedseizoen verspreidt de soort zich.

## Gedrag
Tijdens het broedseizoen verblijft de Indische maraboe in draslanden. Buiten het broedseizoen breidt hij zijn leefgebied uit, bijvoorbeeld naar vuilstortplaatsen. De vogel is in de eerste plaats een aaseter, maar hij maakt ook jacht op grote insecten en kikkers en zelfs op vogels, reptielen en knaagdieren.
De Indische maraboe broedt in het droge seizoen, waarschijnlijk omdat er door de lage waterstand meer voedsel beschikbaar is. Het nestelen gebeurt in kolonies, soms samen met andere grote watervogels zoals de grijze pelikaan. De nesten worden boven in hoge bomen gemaakt. Het legsel bestaat gewoonlijk uit drie tot vier eieren, die beide ouders in 35 dagen uitbroeden.

## Status
De Indische maraboe had tot circa 1950 een enorm groot verspreidingsgebied over het noorden van het Indisch subcontinent en delen van Zuidoost-Azië, daarna namen de populatie-aantallen dramatisch in aantal af, waardoor er de kans is op uitsterven. De grootte van de populatie werd in 2016 door BirdLife International geschat op 800 tot 1200 volwassen individuen. De populatie-aantallen nemen af door habitatverlies. Het leefgebied wordt aangetast door het omhakken van nestbomen en het omzetten van draslanden in gebied voor agrarisch gebruik en menselijke bewoning. Verder neemt het aantal open vuilnisbelten af. Om deze redenen staat deze soort als bedreigd op de Rode Lijst van de IUCN.

## Afbeeldingen

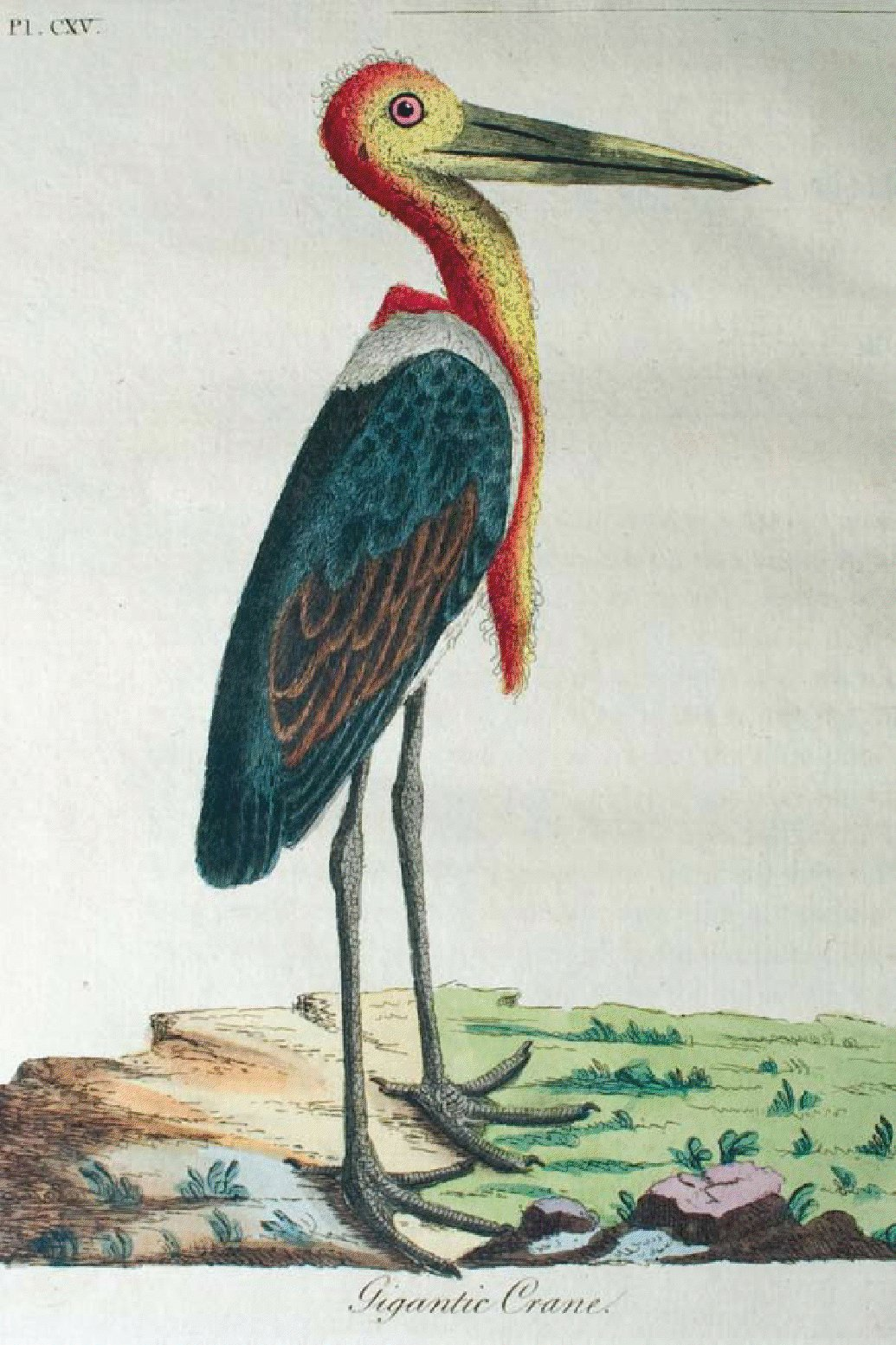
Illustratie (1787 - 1801) van John Latham die de eerste wetenschappelijke beschrijving van de Indische maraboe gaf.
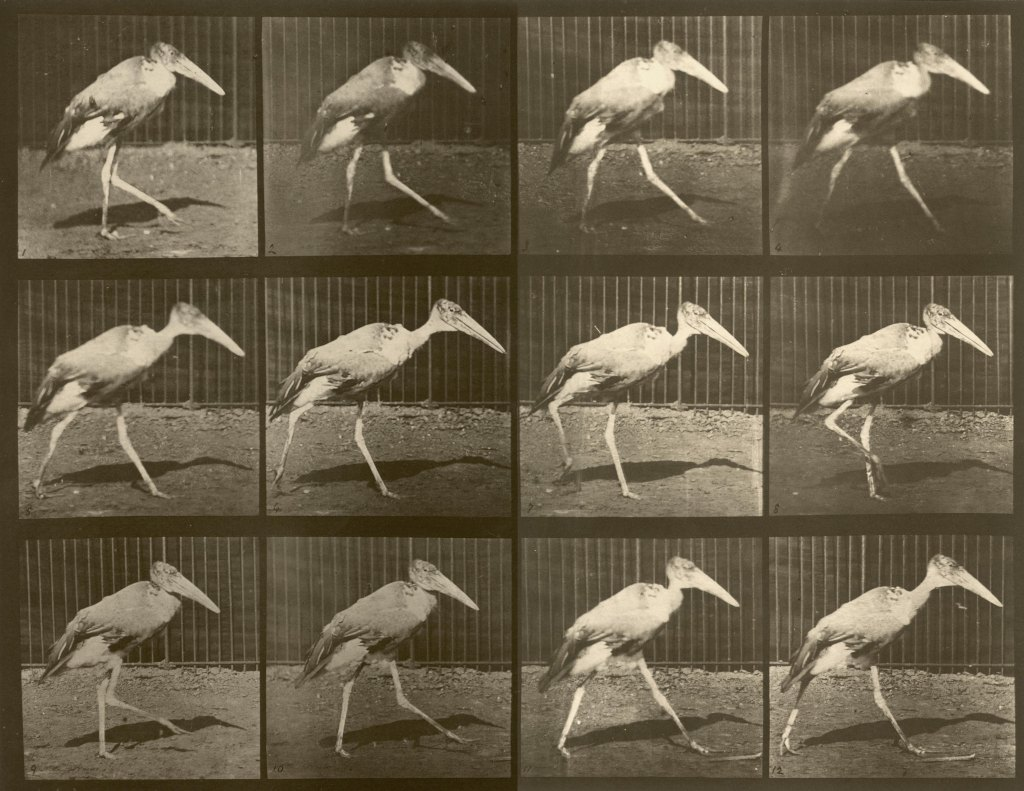
Fotografische studie naar de gang van de Indische maraboe door Eadweard Muybridge
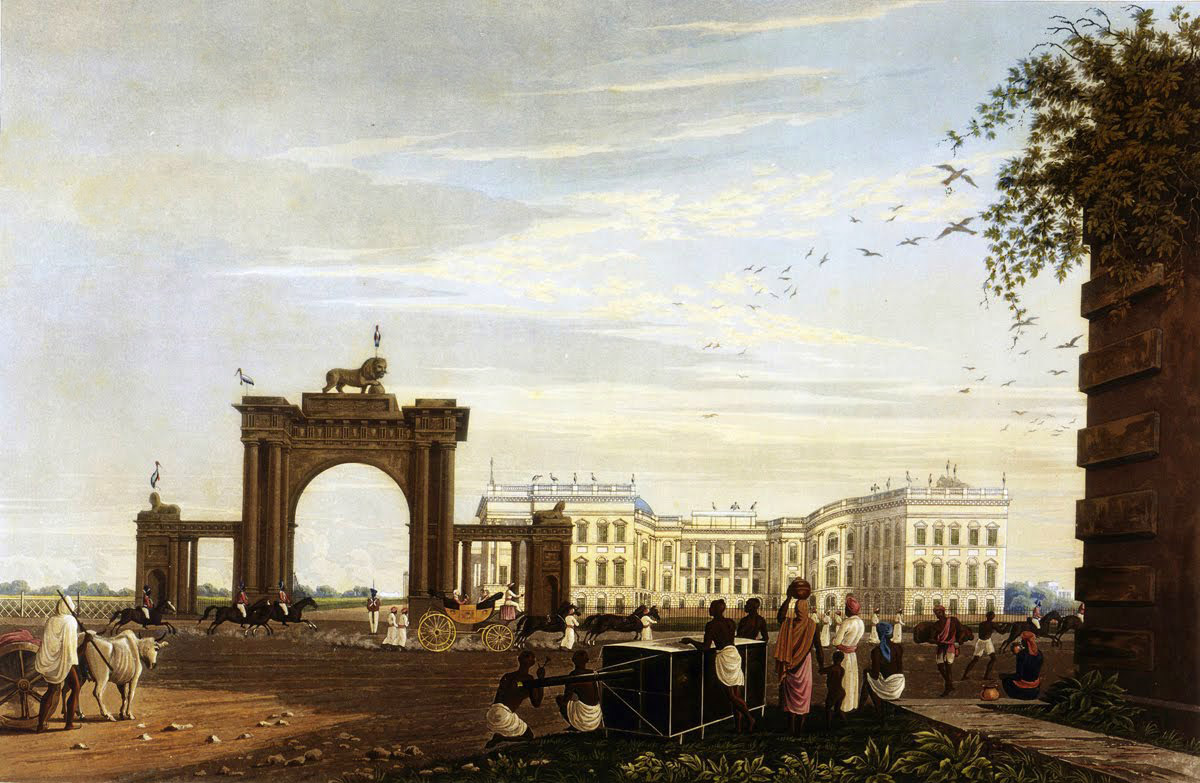
Stadsgezicht op Calcutta uit 1819, grote aantallen Indische maraboes zijn duidelijk waarneembaar